# Вержбицький Богдан Володимирович
Богдан Володимирович Вержбицький (нар. 14 серпня 1947, Львів, Українська РСР) — радянський, український кінооператор, сценарист та педагог, завідувач кафедри кінотелеоператорства Київського національного університету театру, кіно і телебачення імені Карпенка-Карого.
Член Національної спілки кінематографістів України з 1985, член Правління НСКУ з 2013 року, голова комісії з кіноосвіти Секретаріату Правління НСКУ. Заслужений діяч мистецтв України (1996). Члени експертної ради з присудження Премії Національної спілки кінематографістів України. Член Експертної комісії для оцінки проектів на здобуття гранту Президента України у галузі кінематографії з 2015 року. Член Української кіноакадемії. Член Комітету з Державної премії України імені Олександра Довженка з 2013 року.

## Життєпис
Богдан Вержбицький народився 14 серпня 1947 року в місті Львові. У 1978 році закінчив Київський державний інститут театрального мистецтва, майстерня Олександра Ітигілова та Сергія Лисецького).
З 1978 — оператор-постановник Київської кіностудії імені О.Довженка.
З 1992 — викладач Інституту екранних мистецтв (Київський національний університет театру, кіно і телебачення імені Івана Карпенка-Карого). Завідувач кафедри кінотелеоператорства з 2004 року, доцент.
У 1997–2000 роках працював у ТРК «Студія 1+1».

## Фільмографія
- «Ранок за вечір мудріший» (1981, другий оператор у співавт.)

Оператор-постановник
- 1982 — «Побачення» (реж.: О. Ітигілов)
- 1983 — «Голос пам'яті» (реж.: В. Жилко)
- 1983 — «Миргород та його мешканці» (реж.: Михайло Іллєнко)
- 1985 — «Кожен мисливець бажає знати...» (реж.: Михайло Іллєнко)
- 1986 — «Першоцвіт» (реж.: В. Жилко[8])
- 1987 — «Філер» (реж.: Роман Балаян[9])
- 1988 — «Передай далі...» (у співавт. з В. Іллєнком; реж.: Вадим Іллєнко)
- 1990 — «Відьма» (реж. Галина Шигаєва)
- 1994 — «Очікуючи вантаж на рейді Фучжоу біля пагоди» (реж.: Михайло Іллєнко)
- 1998 — «Два місяці, три сонця» (реж.: Роман Балаян)
- 2002 — «Шум вітру» (у співавт. з Е. Тімліним; реж.: Сергій Маслобойщиков[10])
- 2004 — «Ніч світла» (реж. Роман Балаян[11])
- 2005 — «Люди Майдану/People from Maydan. NEVSEREMOS!» (документальний, у співавт. з М. Гончаренком та Віктор Кабаченком; реж.: Сергій Маслобойщиков)
- 2005 — «Жар-птиця» (фільм-балет, реж.: Андріс Лієпа, Росія)
- 2008 — «Райські птахи» (реж.: Роман Балаян)
- 2008 — «Право на Надію» (у співавт., реж.: Тарас Ткаченко)
- 2008 — «Україна. Становлення нації» (4 с. док. фільм; у співавт., реж.: Єжи Гофман)
- 2009 — «Чорта з два» (реж.: Сергій Маслобойщиков[12])
- 2009 — «Снігур» (реж.: Наталія Іванова)
- 2014 — «Далі буде» (документальний, реж.: Михайло Іллєнко[13])
- 2015 — «Український Аргумент» (реж.: Сергій Маслобойщиков[14])

```
2016
 
— «Свій голос» (реж.: 
Сергій Маслобойщиков

2024
 
— «Яса» (реж.: 
Сергій Маслобойщиков
```

Співавтор сценарію фільму «Сьомий маршрут» (1997).

## Фестивалі та премії
- 2002: Лауреат премії ім. Олександра Княжинського кінофестивалю «Кіношок» за найкращу операторську роботу («Шум вітру»)[15]
- 2002: V МКФ «Бригантина» (Бердянськ): Приз в номінації «Найкраща операторська робота» («Шум вітру»)
- 2005: КФ «Золотий Витязь» (м. Челябінськ) — Приз «За найкращу операторську роботу» («Ніч світла», 2004)
- 2019: Орден «За заслуги» III ст.[16]

## Публікації
- Богдан Вержбицький. Композитинг у цифровому кінематографі. Науковий вісник Київського національного університету театру, кіно і телебачення імені І. К. Карпенка-Карого. 2016. Вип. 18. С. 108—114.
- Богдан Вержбицький. «Соціально небезпечні елементи» в радянському кіно. Науковий вісник Київського національного університету театру, кіно і телебачення імені І. К. Карпенка-Карого. 2015. Вип. 17. С. 99-104
- Богдан Вержбицький. «Маловідомі герої „Наполеона“ (Слов'янський слід у культурній спадщині Франції)». Науковий вісник Київського національного університету театру, кіно і телебачення імені І. К. Карпенка-Карого. 2015. Вип. 16. С. 67-74.[17].
- Богдан Вержбицький. «Діаманти кольору граната». Науковий збірник «Сергій Параджанов і Україна», упорядник Лариса Брюховецька. 2014. с. 288. ISBN 978-966-518-650-2[18].